# Montel-de-Gelat
Montel-de-Gelat è un comune francese di 513 abitanti situato nel dipartimento del Puy-de-Dôme nella regione dell'Alvernia-Rodano-Alpi.

## Società

### Evoluzione demografica
Abitanti censiti